# クリストファー・ナイト (俳優)
クリストファー・ナイト（Christopher Knight、1957年11月7日 - ）は、アメリカ合衆国の俳優。父親エドワードは舞台俳優、母親ウィルマは芸術家。兄がいる。

## 出演作品
- スプリング・ブレイクダウン
- Ｄｉｒｔ シーズン1
- ドゥーム・ジェネレーション
- カーフュー／戦慄の脱獄囚
- ゆかいなブレディー家